# Ruisseau Verreau
Pour les articles homonymes, voir Verreau.
Ne doit pas être confondu avec Vereaux ou Verreaux.
Le ruisseau Verreau est un affluent de la baie Verreau (qui est intégrée au réservoir Gouin, coulant au Québec, au Canada. Ce cours d’eau traverse les régions  administratives de :
- Saguenay-Lac-Saint-Jean : Lac-Ashuapmushuan  (canton de Dubois) ;
- Mauricie : ville de La Tuque (canton de Verreau).

La foresterie constitue la principale activité économique de cette vallée ; les activités récréotouristiques, en second. La vallée de cette rivière est desservie par la route forestière 212 reliant Obedjiwan et se dirigeant vers le nord-est en suivant la rive nord du réservoir Gouin, puis en passant par la vallée du ruisseau Verreau jusqu’aux environs du lac Dubois ; puis cette route bifurque vers le sud-est pour desservir la rive est du réservoir Gouin.
La surface du ruisseau Verreau est habituellement gelée de la mi-novembre à la fin avril, toutefois la circulation sécuritaire sur la glace se fait généralement du début décembre à la fin de mars.

## Géographie
Les bassins versants voisins du ruisseau Verreau sont :
- côté nord : lac du Principal, lac Kacicipikacik, lac Pfister, ruisseau Eastman, rivière Ventadour, rivière de la Queue de Castor ;
- côté est : ruisseau Townsend, rivière du Loup Ouest, rivière Wabano Ouest, rivière du Loup ;
- côté sud : ruisseau Barras, baie Verreau, lac Magnan, rivière Nimepir, ruisseau Barras, ruisseau Oskatcickic ;
- côté ouest : baie Verreau, lac Omina, rivière Kakospictikweak, lac Kawawiekamak, baie Eskwaskwakamak, rivière Pokotciminikew, rivière Mathieu.

Le ruisseau Verreau prend naissance à l’embouchure du lac Dubois (longueur : 8,7 km ; altitude : 427 m) situé dans le canton de Verreau, dans La Tuque. L’embouchure de ce lac de tête est située à :
- 10,8 km au nord-est de l’embouchure du ruisseau Verreau ;
- 28,4 km au nord-est de l’embouchure de la rivière Kakospictikweak (confluence avec la baie Nord du lac Omina du réservoir Gouin) ;
- 51,8 km au nord-est du centre du village de Obedjiwan (aménagé sur une presqu’île de la rive nord du réservoir Gouin) ;
- 57,8 km au nord-ouest du barrage à l’embouchure du réservoir Gouin (confluence avec la rivière Saint-Maurice)[2].

À partir de l’embouchure du lac Dubois, le cours du ruisseau Verreau coule entièrement en zone forestière sur 17,2 km selon les segments suivants :
- 4,0 km vers le sud-ouest dans Lac-Ashuapmushuan , dans le canton de Dubois, en coupant une route forestière, jusqu’à la limite du canton de Verreau ;
- 2,5 km vers le sud-ouest dans le canton de Verreau, jusqu’à la limite de la ville de La Tuque ;
- 6,0 km vers le sud-ouest, notamment en coupant la route forestière 212, puis en traversant le lac Aro (longueur : 2,7 km ; altitude : 406 m) sur sa pleine longueur, jusqu’à son embouchure ;
- 4,7 km vers le sud-ouest, notamment en traversant le lac Awtosiwranan (longueur : 2,3 km ; altitude : 406 km) sur sa pleine longueur,

jusqu’à l’embouchure du ruisseau.
La confluence du ruisseau Verreau avec la baie Verreau est située à :
- 5,7 km au nord de l’embouchure de la baie Verreau ;
- 34,6 km au nord-est du centre du village de Obedjiwan ;
- 60,0 km au nord-ouest du barrage Gouin ;
- 116 km au nord-ouest du centre du village de Wemotaci ;
- 200 km au nord-ouest du centre-ville de La Tuque ;
- 312 km au nord-ouest de l’embouchure de la rivière Saint-Maurice (confluence avec le fleuve Saint-Laurent à Trois-Rivières).

Le ruisseau Verreau se déverse dans le canton de Verreau au fond d’une sous-baie sur la rive est de la baie Verreau (longueur : 12,4 km ; altitude : 402 m).
À partir de l’embouchure du ruisseau Verreau, le courant coule sur 73 km d’abord vers le sud en traversant la baie Verreau, le lac Magnan (réservoir Gouin), puis généralement vers le sud-est, jusqu’au barrage Gouin, notamment en traversant le lac Brochu (réservoir Gouin) et la baie Kikendatch. De là, le courant emprunte la rivière Saint-Maurice jusqu’à Trois-Rivières, où il se déverse dans le fleuve Saint-Laurent.

## Toponymie
Le terme Verreau constitue un patronyme de famille d’origine française.
Le toponyme ruisseau Verreau a été officialisé le 5 décembre 1968 à la Commission de toponymie du Québec.